# Parque natural nacional del Gard del Bug
El Parque natural nacional del Gard del Bug (en ucraniano: Національний природний парк "Бузький Гард", Buzky Gard o Buzky Hard) abarca una zona a lo largo del río Bug Meridional en el centro-sur de Ucrania. En este punto, el río atraviesa el borde meridional del Escudo Ucraniano (un bloque de roca del Arcaico). El parque es, por tanto, un cañón que hace la transición del río desde la meseta de las tierras altas hasta la región de la estepa. El «gard» del nombre se refiere a un tipo de estructura de pesca utilizada en la época de los cosacos. El parque se extiende por sectores de los distritos de Arbuzynka, Bratske, Voznesensk, Domanivka y Pervomaisk del óblast de Nicolaiev. Las partes más importantes se encuentran a unos 140 km aguas arriba del estuario del Bug del Sur en el Mar Negro.

## Topografía
El parque coincide con el Parque Paisajístico Regional "Tierras graníticas-esteparias del Bug", una designación que tiene un alto estatus como zona de importancia paisajística, pero que no proporciona un conjunto de protecciones tan fuerte como el estatus de parque nacional. El parque, que es un conjunto de extensiones cercanas, se centra principalmente en el río Bug del Sur, donde el río hace la transición de las tierras altas a la estepa. El descenso se produce en un cañón relativamente estrecho con afloramientos de granito y numerosos salientes, rápidos e islas.

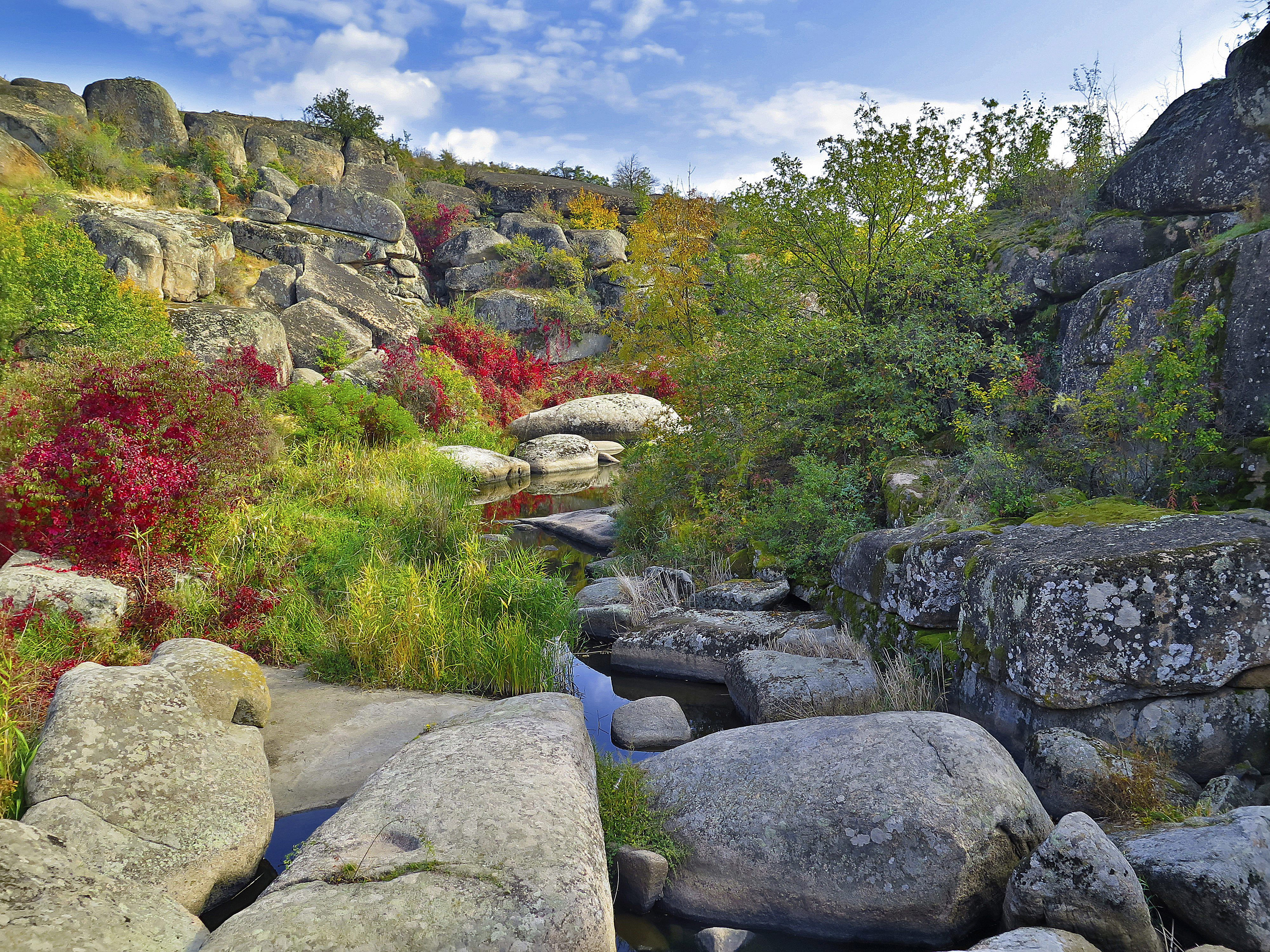
Cañón Arbuzinsky en otoño

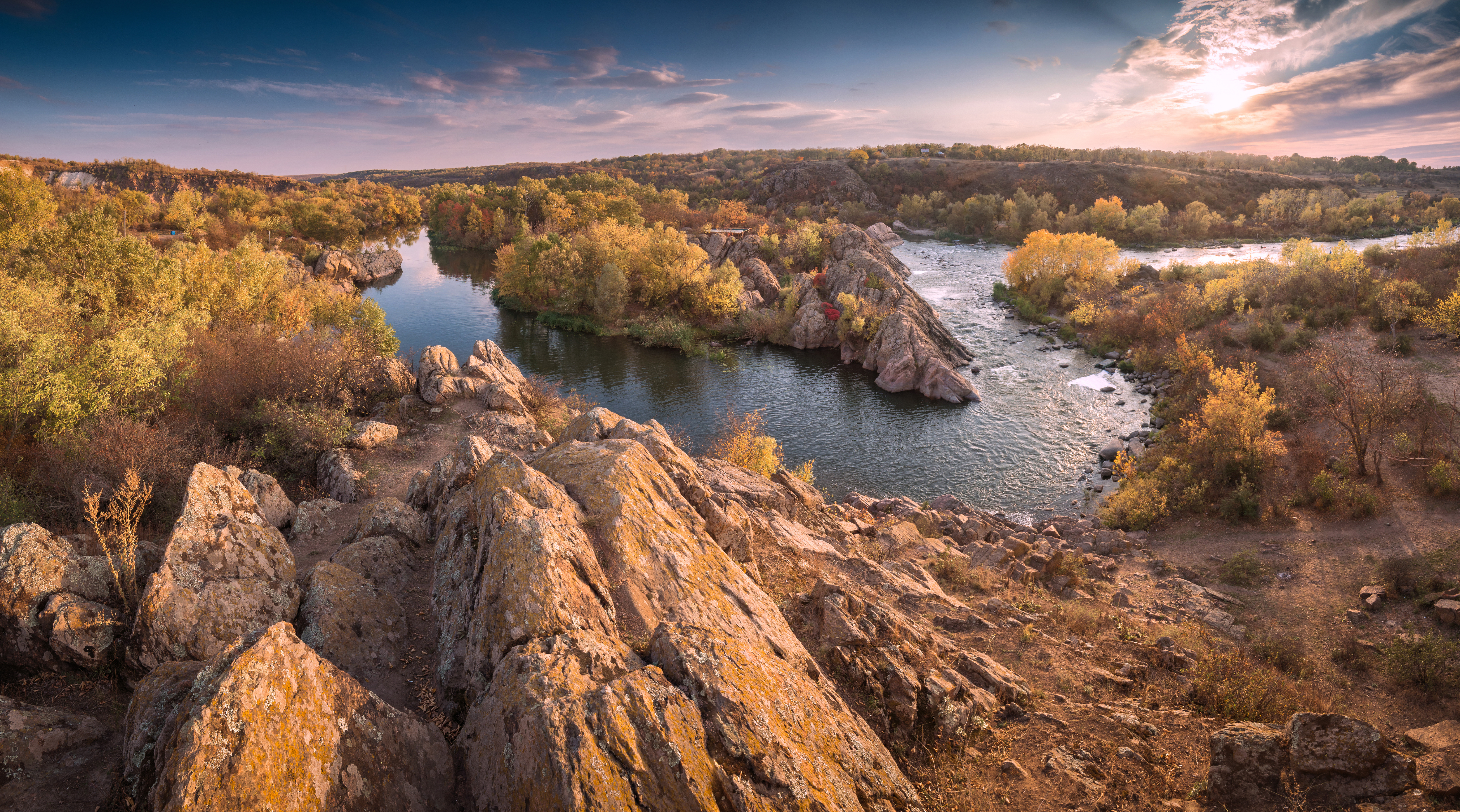
Panorama

## Ecorregión y clima
El Gard de Buzk está situado en el extremo occidental de la ecorregión de la estepa póntica-caspiana. El clima se clasifica como continental húmedo de verano cálido (Köppen: Dfb). Este clima se caracteriza por grandes oscilaciones de temperatura, tanto diurnas como estacionales, con veranos suaves e inviernos fríos y nevados. La precipitación media es de 450 a 500 mm/año.

## Flora y fauna
La biodiversidad es alta, ya que el parque se encuentra en un punto de transición entre el bosque de las tierras altas y la estepa de las tierras bajas. Los científicos del parque han registrado 900 especies de plantas y 300 de vertebrados. La meseta superior está parcialmente arbolada, y la zona presenta un terreno rocoso de matorrales y juncos en transición a la vegetación esteparia.

## Uso público
La mayoría de los visitantes del parque llegan como parte de grupos turísticos patrocinados o con alojamiento. Las personas que deseen visitarlo deben ponerse en contacto con las oficinas administrativas con antelación para obtener información sobre las normas del parque. El parque ofrece ecotrails y recorridos públicos.